# Schoepita
La schoepita -o epiianthinita- fue nombrada en honor a Alfred Schoep (1881-1966), profesor de mineralogía en la Universidad de Gante, Bélgica, que ha contribuido en gran medida a la mineralogía del uranio.
Fue descrito por primera vez a partir de las muestras de las minas de Shinkolobwe en el Zaire en 1923.

## Formación y yecimientos
La schoepita es una rara alteración hidrotermal a partir de la uraninita en los depósitos de uranio, aunque también se puede formar directamente desde la iantinita.

## Propiedades
El mineral se presenta de forma transparente a translúcido de color amarillo, amarillo limón, amarillo marrón y ámbar. Ortorrómbico cristales en forma de cuadro aunque es variable en cuanto a las forma (se han señalado más de 20 formas de cristal).
Cuando se exponen al aire, a los pocos meses de estar expuesto se transforma en metaschoepita (UO3 • nH2O, n < 2). Las muestras de schoepita son fuertemente radiactivas en partículas α y β y los rayos γ. La dureza es de 2,5 y la densidad es de 4,8 g/cm³.